# یژمانگتس-زدروی
یژمانگتس-زدروی (به لاتین: Jerzmanice-Zdrój) یک روستا در لهستان است که در گمینا زووتوریا واقع شده‌است. یژمانگتس-زدروی ۷۷۰p نفر جمعیت دارد.